# 1877년 5월 16일 헌정위기
1877년 5월 16일 헌정위기는 프랑스 제3공화국에서 대통령과 의회 사이의 힘의 분배에 대한 논란으로 촉발된 정치적인 위기이다. 왕당파 대통령이었던 파트리스 드 마크마옹이 온건파 공화주의자인 총리 쥘 시몽을 해임하자, 1877년 5월 16일에 프랑스 의회는 새 정부에 대한 지지를 거부하고 대통령에 의해 해산되었다. 그러나 새 선거는 공화당의 압도적인 승리로 끝났고, 이에 따라 1875년 헌법을 대통령제로 보는 해석 대신 의회제로 보는 해석이 받아들여지게 되었다. 이 헌법 위기는 왕당파 운동의 패배를 확정지었고, 제3공화국이 오래 유지될 수 있는 조건을 형성하는 데에 중요한 역할을 했다.

## 배경
프로이센-프랑스 전쟁 이후에 치러진 총선에서 구성된 국회는 정통주의자와 오를레아니스트로 이루어진 군주제 지지자가 과반을 차지했다. 1876년 선거까지는 왕당파 운동이 의회에서 우세했기 때문에, 반공화주의자들이 공화국을 이끄는 역설적인 상태에 있었다. 왕당파 선거인단은 공화국 대통령 선거에서 정통주의자 중 공식적으로 군주제를 지지하고 나선 마크마옹에게 표를 주었다. 마크마옹의 임기는 7년으로 정해졌다. 이 임기는 두 왕당파 세력이 합의점을 찾는 시간이었다.
1873년에 정통파가 지지하던 부르봉 왕가의 수장이었던 앙리 5세를 왕좌에 앉히려는 시도는 앙리 5세의 비협조로 인해 실패로 돌아갔다. 마크마옹 대통령은 그를 국회로 데려와서 왕으로 추대하려고 했다. 그러나 앙리 5세는 1871년 7월 5일에 발표하고 1873년 10월 23일의 서신에서 재확인한 백기 성명서를 통해 이 계획을 거부했다. 그는 이 성명서에서 자신은 어떤 경우에도 군주제의 상징인 백기를 버리고 공화제의 상징인 삼색기를 택하지 않을 것이라고 했다. 이러한 앙리 5세의 결정은 군주제의 빠른 회복에 대한 희망을 꺾어 놓았다.
1875년, 아돌프 티에르는 온건파 공화주의자였던 쥘 페리와 레옹 강베타가 공화국 헌법에 투표하기로 한 계획에 동참했다. 그 이듬해의 선거는 공화당의 승리였으나, 그 결과는 복잡했다.
- 시골 지역에 불균형한 영향력을 행사하던 상원의 과반은 의석 한 개 차이로 군주제 지지자가 차지했다. (151 군주제 지지자 대 149 공화주의자)
- 하원에서는 공화주의자들이 압도적으로 과반을 차지했다.
- 대통령은 공공연한 군주제 지지자였던 마크마옹이 되었다.

따라서 정치적 혼란은 불가피했다. 군주제를 지지했던 대통령과 공화주의자들이 이끌었던 하원 사이의 우위 다툼이 정치적 위기를 불러왔다.

## 위기
1877년의 위기는 대통령이었던 마크마옹이 행정부의 수장이자 온건파 공화주의자였던 쥘 시몽을 해임하고 오를레아니스트였던 알베르트 드 브로이 공작이 이끄는 "Ordre moral" 정부를 출범시키면서 촉발되었다. 마크마옹은 대통령 중심의 정부를 선호한 데 반해, 공화주의자 의원들은 의회를 국가의 정책을 결정하는 의회가 더 중요한 정치 기관이라고 생각했다.
하원은 새로운 행정부에 대한 불신임을 결의했다. 1877년 5월 16일, 조르주 클레망소, 장 카시미르-페리에, 에밀 루베 등을 포함한 363명의 하원 의원은 '363인의 성명서'라는 이름의 불신임안을 통과시켰다.
마크마옹은 의회를 해산하고 총선을 다시 치렀다. 그 결과, 하원에서 323명의 공화주의자와 209명의 왕당주의자가 당선되어 대통령에 대한 반대가 뚜렷하게 되었다. 마크마옹은 이에 굽히거나 사임하는 수밖에는 없었다. 따라서 마크마옹은 온건파 공화주의자였던 쥘 아르망 뒤포르를 총리로 임명하고 다음과 같은 그의 헌법 해석을 받아들였다.
- 총리는 하원에 대한 책임을 진다. (1896년 위기 이후 상원이 총리에 대한 통제권을 얻음)
- 의회 해산에 대한 권리는 예외적으로 행사되어야 한다. 의회해산권은 제3공화국에서는 더 이상 사용되지 않았으며, 심지어 필리프 페탱조차도 1940년에 감히 의회를 해산시키지 못했다.

## 여파
이 헌법 위기는 왕당파의 패배를 확정지었다. 마크마옹 대통령은 그의 패배를 인정하고 1879년 1월 사임했다. 정통주의자와 오를레아니스트의 동맹을 망쳐 놓았던 앙리 5세가 1883년에 죽자, 몇몇 오를레아니스트는 "공화제는 [프랑스를] 최소한으로 분열시키는 정치 형태"라는 아돌프 티에르의 말을 인용하며 공화제를 지지했다. 이들이 프랑스의 첫 우익 공화주의자들이었다. (프랑스의 세 우익 세력에 대한 르네 레몽의 고전적인 구분을 참고하라.) 제1차 세계 대전(1914–18) 후에, 몇몇 독립적인 급진주의자들과 후기 급진사회주의당의 우익 세력은 반성직자주의에 대한 의견 차이가 있음에도 불구하고 오랜 라이벌인 실용주의 공화주의자들과 동맹을 맺었다. (반성직자주의에 대한 의견 대립은 여전히 계속되며, 프랑스의 좌익과 우익을 구분하는 대표적인 기준이다.)
헌법의 영역에서는, 명백하게 대통령제 대신 의회제가 받아들여졌으며, 의회해산권은 제3공화국에서는 다시 사용되지 못할 정도로 매우 제한적이 되었다. 비시 정권 이후 세워진 제4공화국(1946–1958) 역시 이러한 의회제를 바탕으로 한다. 샤를 드 골은 이러한 의회제를 멸시하고 거부했다. 따라서, 드 골 장군은 1958년 5월의 위기 시기에 다시 권력을 잡을 기회를 가졌을 때 대통령의 권한을 강화하는 헌법을 설계했다. 대통령을 보통선거에 의해 선출하도록 한 그의 1962년 개혁은 그의 권한을 한층 강화했다. 드 골이 설계한 제5공화국 헌법은 특별히 그의 필요를 위한 것이었지만, 이는 또한 대통령의 개인적인 카리스마에 의존하는 것이기도 했다.
1868년 5월의 위기에서 드 골이 정치에서 사라진 후에도, 1980년까지 변화는 크지 않았다. 1980년에 프랑수아 미테랑 대통령 하의 여러 동거 정부는 대통령직과 총리직의 갈등을 재개했다. 후임 대통령 자크 시라크는 더 이상의 "동거 정부"를 방지하고, 따라서 행정부와 입법부의 갈등을 막기 위해 대통령의 임기를 7년에서 5년으로 줄이는 것을 제안했다. 이러한 변화는 2000년 국민총투표에서 받아들여졌다.

## 같이 보기
- 동거 정부
- 프랑스 제3공화국 (1871–1940)